# سیاره‌های بیرونی

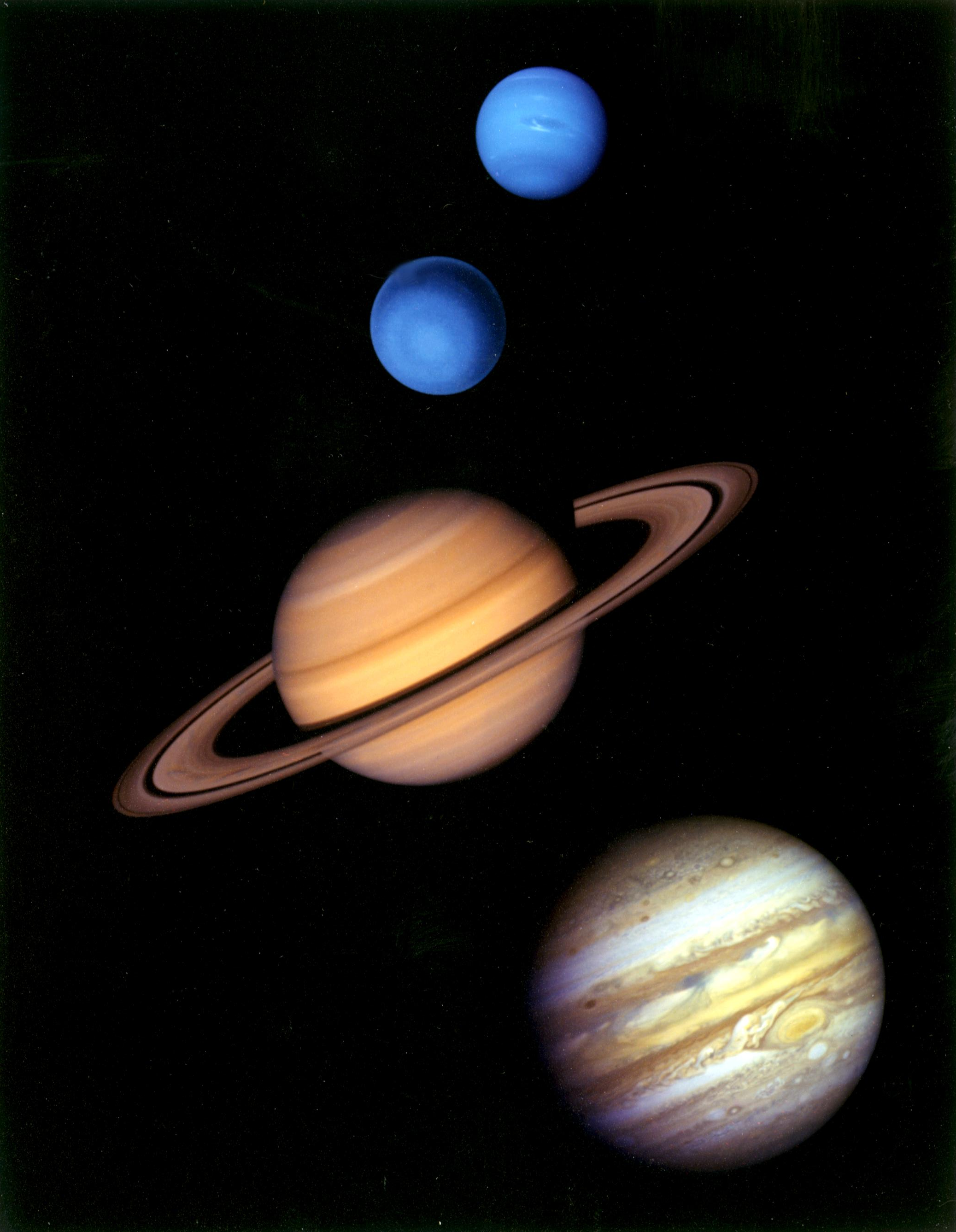
سیاره‌های بیرونی از بالا به پایین:نپتون، اورانوس، زحل، و مشتری با اندازه‌ها و رنگ‌های تقریبی.

سیاره‌های بیرونی سیاره‌هایی از سامانهٔ خورشیدی هستند که بیرون از کمربند استروییدی قرار گرفته‌اند. سیاره‌های بیرونی همگی از گونه گازی هستند. این سیاره‌ها شامل مشتری، زحل، اورانوس و نپتون، سیاره‌های پنجم تا هشتم سامانه خورشیدی، می‌شود. منجمان باستانی تنها دو سیاره نخست یعنی مشتری و زحل را مشاهده نموده بودند.

## مشتری
نخستین سیاره بیرونی مشتری است که به عنوان پنجمین سیاره سامانه خورشیدی، با حجمی بالغ بر ۱۳۰۰ برابر زمین، بزرگ‌ترین سیاره آن به حساب می‌آید. این سیاره مواد بیشتری از مجموع تمامی سیاره‌های دیگر سامانه خورشیدی در خود دارد. مشتری یکی از درخشان‌ترین اجسام در آسمان شب است و حتی کوچک‌ترین تلسکوپ‌ها نیز قادر به رصد حلقه‌های حول آن هستند. سطح و درون مشتری غالباً از هیدروژن و هلیوم تشکیل شده‌است. مشتری در میانگین فاصله ۷۷۸ میلیون کیلومتری از خورشید قرار دارد (بیش از پنج برابر فاصله زمین تا خورشید) و طول زمان چرخش آن به دور خورشید معادل ۱۱٫۸۶ سال زمین است.

## زحل
زحل دومین سیاره بیرونی و دومین سیاره بزرگ سامانه خورشیدی است که در ردیف ششم سیاره‌های این سامانه قرار دارد. زحل دورترین سیاره‌ای بود که منجمان باستانی قادر به مشاهده آن بودند. سطح این سیاره از به صورت گاز است و غالباً از هیدروژن تشکیل می‌گردد. درون سیاره از هیدرون مایع مشتکل است.

## اورانوس
اورانوس سومین سیاره بیرونی و سومین سیاره بزرگ سامانه خورشیدی است که در ردیف هفتم سیاره‌های این سامانه قرار دارد. امکان مشاهده اورانوس برای منجمان باستانی وجود نداشت. چرخش اورانوس به دور خود، به شکل نامعمولی، تقریباً به صورت موازی با محور چرخش آن به دور خورشید صورت می‌پذیرد. همانند مشتری و زحل، اورانوس نیز ساختار جامدی ندارد و از هیدروژن، هلیوم، آب و سایر ترکیبات تشکیل می‌گردد.

## نپتون
نپتون چهارمین سیاره بیرونی و دورترین سیاره به خورشید در سامانه حول آن است. این سیاره در فاصله‌ای بالغ بر ۴ میلیارد کیلومتر از زمین تا میانه سده نوزدهم کشف نشده باقی مانده بود. نپتون کوچک‌ترین سیاره بیرونی و متراکم‌ترین آن‌هاست. با این حال نپتون نیز یک غول گازی است و غالباً از هیدروژن و مقداری هلیوم تشکیل گردیده‌است. چرخش نپتون به دور خود و تشکیل شب و روز آن تنها در عرض ۱۶ ساعت اتفاق می‌افتد.